# Saharat Sangkapreecha
Saharat Sangkapreecha (tiếng Thái: สหรัถ สังคปรีชา, phiên âm: Xa-ha-rát Xăng-kha-bơ-ri-cha) còn có biệt danh là Kong (tiếng Thái: ก้อง) là nam ca sĩ nhạc pop Thái Lan, anh nổi tiếng trong khoảng những năm 1980 - 1990. Saharat là thành viên ban nhạc Nuvo từ năm 1988. Anh còn là huấn luyện viên trong chương trình The Voice Thailand. Ngoài công việc ca sĩ, anh còn tham gia đóng phim truyền hình. Anh đóng chung với nữ diễn viên Namthip Jongrachatawiboon trong bộ phim Trận chiến của những thiên thần năm 2008 đã từng được trình chiếu tại Việt Nam.

## Danh sách phim

### Phim truyền hình
| Năm       | Phim                                               | Vai                                                     | Đóng với                   | Đài    |
| --------- | -------------------------------------------------- | ------------------------------------------------------- | -------------------------- | ------ |
| 1995      | Prik Kee Noo Kub Moo Ham                           | John                                                    | Lalita Punyopas            | CH3    |
| 1996-1997 | Pisood Rak Jak Sawan                               | Chatchon "Chat" / Jakapat / Chonpat                     | Nusaba Wanichangkul        | CH5    |
| 1998      | Koo Ruk Song Chart                                 | Rerkdee / "Rerk"                                        | Marisa Anita               | CH3    |
| 1999      | Ror Wun Chun Mee Ter                               | Sentrong / Tua Yai                                      | Nusaba Wanichangkul        | CH3    |
| 1999      | Kla Wai Huachai Mai Jon Mum                        | กรด                                                     | Metinee Kingpayom          | CH7    |
| 2000      | Sao Chai Hua Jai Chicago Người hầu của con tôi     | Yothin / "Yoh"                                          | Metinee Kingpayom          | CH5    |
| 2000      | Mee Pieng Ruk Chỉ có tình yêu                      | Thanadol                                                | Piyathida Woramusik        | CH3    |
| 2001      | Nee Ruk                                            | Rangsee / "Toom"                                        | Kathaleeya McIntosh        | CH5    |
| 2001      | Mae Liang Khon Mai                                 | Papon                                                   | Siriam Pakdeedumrongrit    | CH3    |
| 2001      | ทายาทเศรษฐี                                         | เอกพล                                                   | Marisa Anita               | CH9    |
| 2002      | Sapai Jao Nàng dâu hoàng gia                       | Chai Rong / M.R.Kittirajnarin Wutiwong / Khun Chai Rong | Sunisa Jett                | CH3    |
| 2003      | Suea                                               | Paksa                                                   | Metinee Kingpayom          | CH3    |
| 2003      | บ้านแฝดยกกำลังสอง                                    | กึกก้อง                                                   |                            | CH3    |
| 2004      | Teppabut Nai Fun                                   | สรภัสส์                                                   | Khemapsorn Sirisukha       | CH3    |
| 2004      | Jao Sao Glua Fon Cô dâu sợ mưa                     | รัตนิน                                                    | Lalita Punyopas            | CH3    |
| 2004      | Kor Wa Ja Mai Ruk                                  | ชุษณ์                                                     | Sririta Jensen             | CH3    |
| 2005      | Ra Bieng Ruk                                       | Danai Naruemit                                          | Kanyarat Jirarachakij      | CH3    |
| 2005      | Rak Lamoon Loon Lamai                              | Sailom                                                  | Ann Thongprasom            | CH3    |
| 2005      | Bussaba Krab Pom                                   | ปรัศว์                                                    | Katreeya English           | CH3    |
| 2006      | Hua Jai Toranong                                   | Atiphat                                                 | Kanyarat Jirarachakij      | CH3    |
| 2006      | Jan Euy Jan Jao                                    | Baramate                                                | Sririta Jensen             | CH3    |
| 2006      | Jao Sao Kra Tan Han Nàng dâu điểm 10               | Deed / Dan                                              | Alicha Laisuthruklai       | CH5    |
| 2007      | Prik Wan Namtarn Pet                               | ตุลา                                                     | Angie Hastings             | ITV    |
| 2007      | La Ong Dao Bầu trời ngàn sao                       | Korakot Benjarong                                       | Phiyada Akkraseranee       | CH5    |
| 2007      | Ma Nee Din                                         | Saroot                                                  | Peeranee Kongthai          | CH3    |
| 2007      | Waen Dok Mai Nhẫn hoa                              | Laising / "Singh"                                       | Laphasrada Chuaykua        | CH3    |
| 2008      | Song Kram Nang Fah Trận chiến của những thiên thần | In                                                      | Namthip Jongrachatawiboon  | CH5    |
| 2008      | Tong Nuer Thae                                     | Nopanai                                                 | Pornchita Na Songkhla      | CH3    |
| 2009      | Mon Ruk Baan Toong                                 | Inspector Krerkkiet                                     | Siriluk Pongchoke          | CH9    |
| 2010      | Malai Sarm Chai Kiếp hoa buồn                      | General Thep Rachasak                                   | Phiyada Akkraseranee       | CH5    |
| 2011      | Duangta Sawan Đôi mắt thiên đường                  | Sir Rachanat                                            | Katreeya English           | CH3    |
| 2011      | Som Waan Namtarn Priew                             | Na Kin                                                  | Piyathida Woramusik        | CH7    |
| 2011      | Likit Sanae Ha Tình yêu định mệnh                  | Nanon / "Non"                                           | Marsha Vadhanapanich       | CH3    |
| 2012      | Mae Yaai Tee Rak Mẹ vợ tôi                         | Rachanon / "Non"                                        | Lalita Punyopas            | CH3    |
| 2013      | Carabao The Series                                 | -                                                       |                            | CH9    |
| 2014      | Yah Leum Chan Đừng quên em                         | Eua Ratanachart                                         | Sririta Jensen             | CH3    |
| 2016      | True Love Story Series - A Few Words               | Kan                                                     | Manatsanun Panlertwongskul | True4u |
| 2016      | Melodies of Life ตอน เป็นอย่างงี้ตั้งแต่เกิด               | โอม                                                     |                            | GMM25  |

### Series
| Năm       | Phim                   | Vai                             | Đóng với             | Đài         |
| --------- | ---------------------- | ------------------------------- | -------------------- | ----------- |
| 2010-2013 | Wongkhumlao The Series | ท่านชายเพทาย วงษ์คำเหลา /คุณชายเล็ก |                      | CH9         |
| 2013      | Office Pichit Jai      | พ่อบ้านใจกล้าสตอรี่                  | Marsha Vadhanapanich | CH9         |
| 2017      | Under Her Nose         | Sun                             | Jennifer Kim         | WorkpointTV |

### Phim điện ảnh
| Năm  | Phim                           | Vai        | Đóng với                                                                         |
| ---- | ------------------------------ | ---------- | -------------------------------------------------------------------------------- |
| 1992 | Big Bigger & Bigger            |            |                                                                                  |
| 1994 | คู่แท้สองโลก                      |            |                                                                                  |
| 2001 | The Legend of Suriyothai       | Bayinnaung | Mai Charoenpura, Chatchai Plengpanich                                            |
| 2011 | Ladda Land Ngôi làng bí ẩn     | Thee       | Piyathida Woramusik, Sutatta Udomsilp                                            |
| 2012 | Together, Wan Di Rak           | Nipon      | Ubol Ratana, Piyathida Woramusik, Nopachai Jayanama                              |
| 2012 | Sub Khu Ku Lok                 |            |                                                                                  |
| 2016 | Suddenly Twenty Bà nội tuổi 20 | Nut        | Davika Hoorne                                                                    |
| 2021 | My Boss is a Serial Killer     | Ton        | Preechaya Pongthananikorn, Mookda Narinrak, Pramote Pathan, Pongsatorn Jongwilas |

### Tham gia chương trình truyền hình
- The Voice Thailand (HLV, 2012 - nay) (CH3, PPTV36)
- The Voice Senior Thailand (HLV, 2019 - nay) (PPTV36)